# Kenji Koyano
Kenji Koyano (小谷野 顕治 Koyano Kenji?), född 22 juni 1988 i Ibaraki prefektur, är en japansk fotbollsspelare.
Koyano började sin karriär 2007 i Kashima Antlers. Efter Kashima Antlers spelade han för Albirex Niigata, Mito HollyHock och Gainare Tottori.